# Elecciones en Eslovenia

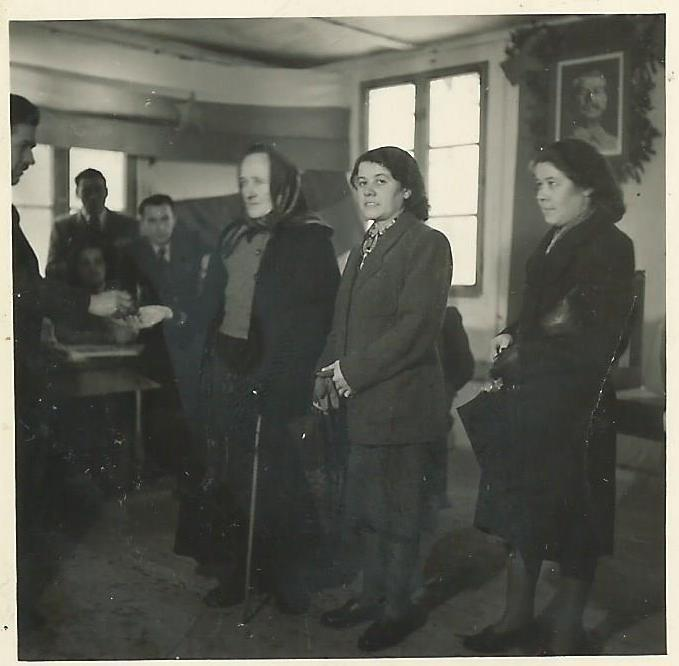
Elecciones en Dobrava en octubre de 1946. Archivo Joško Resman

Este artículo ofrece información de las elecciones y resultados electorales en Eslovenia.
Eslovenia elige, a nivel nacional, a un jefe de Estado —el presidente— y una legislatura. El presidente es elegido para un mandato de cinco años por voto popular. La Asamblea Nacional de Eslovenia (Državni zbor) tiene 90 miembros, elegidos para un mandato de cuatro años (88 de ellos son elegidos por el sistema mixto de representación proporcional y otros 2 son elegidos por las minorías étnicas mediante el Método Borda). Eslovenia tiene un sistema multipartidista, con numerosos partidos. Por lo general, ninguno de ellos puede gobernar en solitario, razón por la cual casi siempre se gobierna en coalición.

## Resultados electorales
| Partidos                                                                                                 | Votos     | %    | Escaños |
| --- | --------- | ---- | ------- |
| Partido Democrático Esloveno (Slovenska demokratska stranka, SDS)                                        | 281.710   | 29,1 | 29      |
| Democracia Liberal de Eslovenia (Liberalna demokracija Slovenije, LDS)                                   | 220.848   | 22,8 | 23      |
| Lista Unida de los Socialdemócratas (Združena Lista socialnih demokratov, ZLSD)                          | 98.527    | 10,2 | 10      |
| Nueva Eslovenia – Partido Cristiano Popular (Nova Slovenija – Kršcanska ljudska stranka, NSi)            | 88.073    | 9,0  | 9       |
| Partido Popular Esloveno (Slovenska ljudska stranka, SLS)                                                | 66.032    | 6,8  | 7       |
| Partido Nacional Esloveno (Slovenska nacionalna stranka, SNS)                                            | 60.750    | 6,3  | 6       |
| Partido Democrático de los Pensionistas de Eslovenia (Demokraticna stranka upokojencev Slovenije, DeSUS) | 39.150    | 4,0  | 4       |
| Eslovenia Activa (Aktivna Slovenija)                                                                     |           | 3,0  | -       |
| Eslovenia es Nuestra (Slovenija je naša, SJN)                                                            |           | 2,6  | -       |
| Partido de los Jóvenes de Eslovenia (Stranka mladih Slovenije, SMS)                                      |           | 2,1  | -       |
| Minorías étnicas húngaras e italianas                                                                    |           |      | 2       |
| Total (participación: 60,5 %)                                                                            | 991.123   |      | 90      |
| Ciudadanos con derecho al voto                                                                           | 1.634.402 |      |         |
| Fuente: Center Vlade za Informatiko.                                                                     |           |      |         |

| Candidato - partido                                                 | Votos 1º vuelta | %     | Votos 2ª vuelta | %     |
| ------------------------------------------------------------------- | --------------- | ----- | --------------- | ----- |
| Janez Drnovšek - Democracia Liberal de Eslovenia                    |                 | 44,4  |                 | 56,5  |
| Barbara Brezigar                                                    |                 | 30,8  |                 | 43,5  |
| Zmago Jelinčič Plemeniti - Partido Nacional Esloveno                |                 | 8,5   |                 |       |
| Franc Arhar                                                         |                 | 7,6   |                 |       |
| Franc Bučar                                                         |                 | 3,2   |                 |       |
| Lev Kreft - Lista Unida de los Socialdemócratas                     |                 | 2,2   |                 |       |
| Anton Bebler - Partido Democrático de los Pensionistas de Eslovenia |                 | 1,8   |                 |       |
| Gorazd Drevenšek - Nueva Eslovenia – Partido Cristiano Popular      |                 | 0,9   |                 |       |
| Jure Jurček Cekuta                                                  |                 | 0,5   |                 |       |
| Total (participación 71,3 resp. 65,2%)                              |                 | 100,0 |                 | 100,0 |
| Fuente: Center Vlade za informatiko                                 |                 |       |                 |       |